# Phaenocarpa notabilis
Phaenocarpa notabilis är en stekelart som beskrevs av Stelfox 1944. Phaenocarpa notabilis ingår i släktet Phaenocarpa och familjen bracksteklar. Arten är reproducerande i Sverige. Inga underarter finns listade i Catalogue of Life.